# Берендс, Татьяна Константиновна
Татьяна Константиновна Берендс (10 марта 1919 — 7 января 1999) — советский учёный, лауреат Ленинской премии.

## Биография
Родилась 10 марта 1919 года, дворянского происхождения: дочь Константина Юльевича Берендса (1883—1935), доцента Военной академии имени Фрунзе.
Окончила Московский энергетический институт (1943).
Во время войны работала на ТЭЦ «Мосэнерго» (1942—1943), на заводе «Энергоприбор» (1943—1945).
С 1951 года научный сотрудник, старший инженер НИИ автоматики и телемеханики АН СССР.
Ленинская премия 1964 года — за создание и внедрение Унифицированной системы элементов промышленной пневмоавтоматики (УСЭППА).
Умерла 7 января 1999 года в Москве. Урна с прахом захоронена в колумбарии на Донском кладбище.

## Семья
Муж (1944) — Лисицын Валентин Сергеевич (1919—1985). Дочь Лисицина Наталия (11.06.1945).

## Награды и премии
- Ленинская премия (1964 год) — за создание и внедрение приборов универсальной системы элементов промышленной пневмоавтоматики (приборов «СТАРТ» и элементов УСЭППА) в составе коллектива (М. А. Айзерман, А. А. Таль, Т. К. Берендс, Т. К. Ефремова, А. А. Тагаевская).

## Некоторые публикации
- Универсальная система элементов промышленной пневмоавтоматики «УСЭППА» / Т. К. Берендс, А. А. Тагаевская; Центр. правл. Науч.-техн. о-ва приборостроит. пром-сти. Обществ. ин-т. Заоч. курсы усовершенствования ИТР по вычислит. технике и автоматизации производства. — Москва : Машиностроение, 1967. — 119 с. : ил.; 21 см.
- Элементы и схемы пневмоавтоматики. / Т. К. Берендс, Тамара Константиновна Ефремова, А. А. Тагаевская. Машиностроение, 1968. — 309 с.
- Элементы и схемы пневмоавтоматики / Т. К. Берендс, Т. К. Ефремова, А. А. Тагаевская и др. — 2-е изд., перераб. и доп. — Москва : Машиностроение, 1976. — 246 с. : ил.; 22 см.